# 羅寶田
羅寶田神父（法語：Bernard Druetto；1909年3月28日—1994年1月29日），出身於法國的方濟各會傳教士，曾於中國湖南及金門縣進行傳教醫療救濟等活動，1954年抵達金門島後，終其一生奉獻於金門島嶼上。

## 生平

### 早年
1909年3月28生於法國馬賽的勞工家庭，父Glovnnannl Battista，母Franzino Maria-Glovanna，另有一孿生弟弟與與一姊姊。弟弟於出生20天後死於肺炎，母親將羅寶田帶往馬賽護佑聖母大教堂，獻於天主，懇求庇護。八歲父親更換工作，全家遷往義大利故鄉都靈。十一歲進入修道院，十五歲畢業，加入都靈聖方濟修院。於羅馬國際大學與聖安東尼大學進行七年醫學與神學嚴格訓練。

### 中國湖南
1931年抵達中國，到湖南傳教，1951年被驅逐至香港。

### 金門島
1954年12月24日聖誕節前夕早晨抵達金門島，一身聖誕老人裝束於碼頭上，卸貨、發放物資，對當時處於戰亂資源及於匱乏的島民大感安慰。
1955年01月21日成為美軍顧問團助理隨軍司鐸。同年由金防部將於金湖鎮太湖旁的沼澤地提供羅神父50年使用權，羅神父於這片不毛之地一人（偶有官兵幫忙）親手建立教堂、臨時醫院等，教堂得一部分作為彌撒之用，另一部分作為病患收容所，開始他長達近半世紀的診療與物資發送等工作，一生皆免費進行醫療工作，對當時資源匱乏的島民來說，免於疾病與生命威脅，貢獻匪淺。1962年，為免金門西半島教友路途遙遠奔走，獨自親手於金城鎮建立另一座教堂——聖心堂，建設經費多於以書信向歐美募捐點滴留存，並於教堂內設立附設托兒所，於1969年毫無條件將聖心堂贈與耶穌會。

### 宿疾與傷口
1971年，右腿摔跤安有鋼條。
1993年於查看燒毀教堂體力不支墜樓，腹部撕裂傷，右腿再度斷裂，經過一夜，隔日求診教友發現送醫。
因牢獄期間胃部受損而長年胃出血，寒冬入夜間容易患發，持續43年，1993年高燒大病，一晚腹部劇痛大吐大洩後意外痊癒。

### 過世
於1994年高齡84歲仍堅持獨自騎乘機車往返不同城鎮舉辦彌撒，途中遇車禍，於車禍隔日心臟衰竭安詳離世。

### 受獎
- 光華獎章
- 褒揚令
- 第四屆醫療奉獻獎

## 紀念園區
2005年羅寶田神父一手打造的山外天主堂由官方單位剷除，2008年金湖鎮公所規劃紀念園區的建立，於2010年羅寶田紀念園區落成，園區內保留部分羅寶田神父當年原始建物。部分人士認為移除原有天主堂的行為對於歷史紀錄與感懷神父上是一大損失。

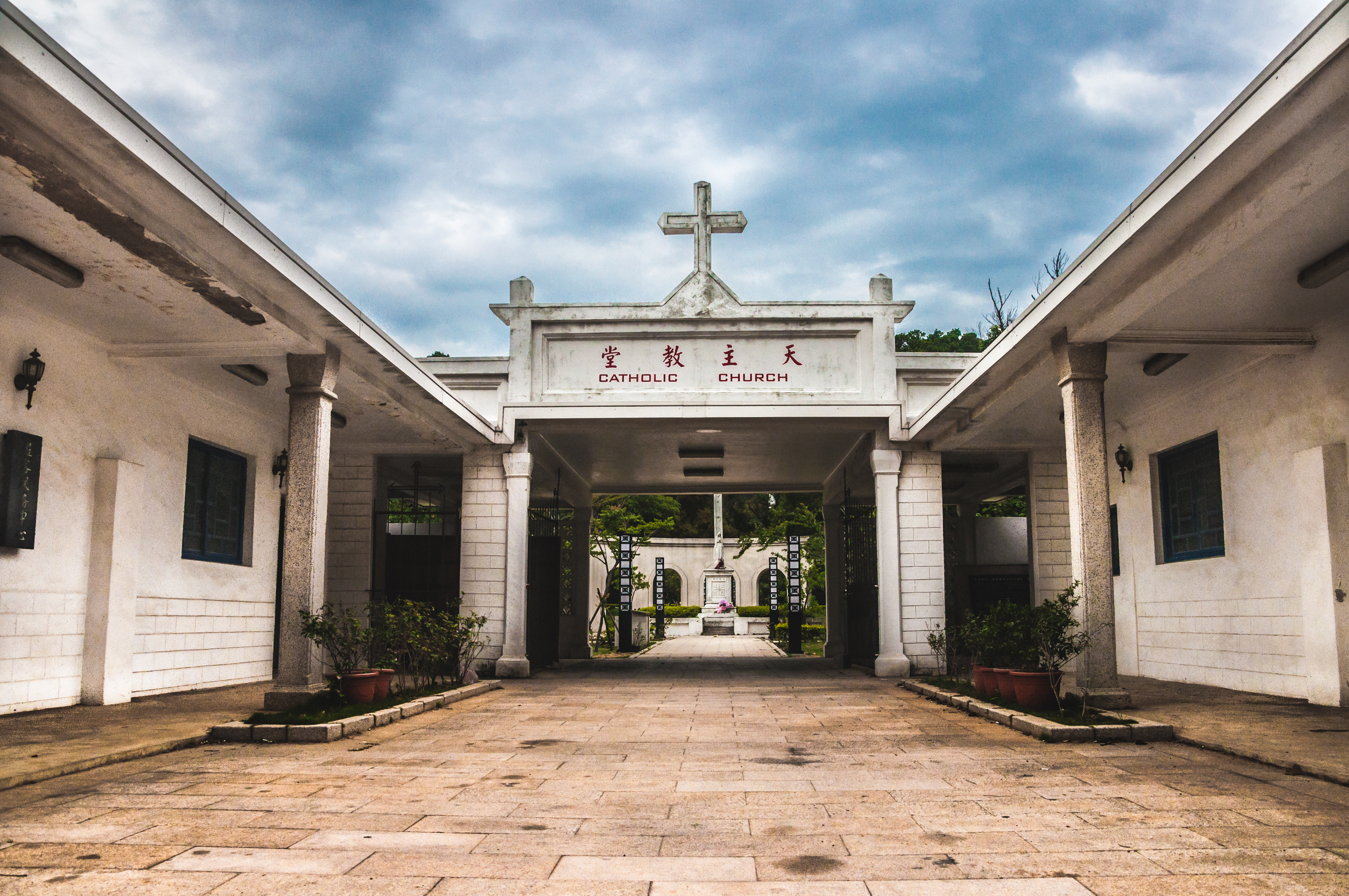
重建後的羅寶田神父紀念館